# Jane Campbell (Fußballspielerin)
Carolyn Jane Campbell (* 17. Februar 1995 in Kennesaw, Georgia) ist eine US-amerikanische Fußballtorhüterin.

## Karriere

### Vereine
Während ihres Studiums an der Stanford University lief Campbell von 2013 bis 2016 für das dortige Hochschulteam der Stanford Cardinal auf. Parallel dazu spielte sie im Sommer 2013 für die Mannschaft der Atlanta Silverbacks in der W-League.
Anfang 2017 wurde Campbell beim College-Draft der NWSL in der zweiten Runde an Position 15 von der Franchise der Houston Dash verpflichtet. Ihr Ligadebüt gab sie dort am 22. April 2017 bei einer 1:5-Auswärtsniederlage beim Seattle Reign FC.

### Nationalmannschaft
2010 debütierte Campell in der U-15-Nationalmannschaft der Vereinigten Staaten, rückte jedoch bereits im gleichen Jahr als 15-Jährige in die U-17-Nationalmannschaft auf. Im Januar 2013 wurde sie als bis dato jüngste Torhüterin überhaupt, sowie erste High-School-Spielerin seit Angreiferin Amy Rodriguez im Jahr 2005, in ein Trainingscamp der A-Nationalmannschaft der Vereinigten Staaten berufen, blieb zunächst jedoch ohne Länderspieleinsatz. Campbell kam in den Jahren 2013 und 2014 zu je drei Einsätzen in der US-amerikanischen U-20-Nationalmannschaft und nahm unter anderem siegreich an der CONCACAF U-20-Meisterschaft 2014 teil. Anschließend lief sie von 2015 bis 2016 in sieben Spielen der U-23-Nationalmannschaft auf. Am 9. April 2017 debütierte Campbell bei einem Freundschaftsspiel gegen Russland als Einwechselspielerin für Ashlyn Harris in der A-Nationalmannschaft der Vereinigten Staaten.
Am 23. Juni 2021 wurde sie zunächst als Reservespielerin für die wegen der COVID-19-Pandemie um ein Jahr verschobenen Olympischen Spiele nominiert. Nach Aufstockung der Kader wegen der Pandemie gehörten auch die Backups zum Kader. Campbell kam beim Gewinn der Bronzemedaille aber nicht zum Einsatz.
Am 26. Juni 2024 wurde sie als Reservetorhüterin für die Olympischen Spiele in Paris nominiert. Sie kam aber nicht zum Einsatz.

## Erfolge
- U17-CONCACAF-Siegerin 2012
- SheBelieves-Cup-Siegerin 2018 (ohne Einsatz), 2021 und 2024 (ohne Einsatz)
- Gewinn des NWSL Challenge Cup 2020
- Olympische Bronzemedaille 2020 (ohne Einsatz)
- CONCACAF-W-Gold-Cup-Siegerin 2024  (ohne Einsatz)
- Olympische Spiele 2024: Goldmedaille (ohne Einsatz)